# Aneomochtherus garma
Aneomochtherus garma är en tvåvingeart som beskrevs av Pavel Lehr 1996. Aneomochtherus garma ingår i släktet Aneomochtherus och familjen rovflugor. Inga underarter finns listade i Catalogue of Life.